# El barbero de Siberia
El barbero de Siberia (Сибирский цирюльник en V. O., transl. Sibirski tsiryúlnik) es una comedia dramática rusa de 1998 dirigida por Nikita Mijalkov junto a Michel Seydoux y coproducida junto a tres países más. El filme se estrenó en 1999 en el Festival Internacional de Cannes sin formar parte del mismo.

## Argumento
En 1905, Jane Callahan (Julia Ormond) decide escribirle una carta a su hijo, un cadete de una prestigiosa academia militar sobre un romance que tuvo veinte años atrás con un joven soldado llamado Andréi Tolstói (Oleg Ménshikov), con el que tiene bastantes cosas en común, como la pasión por la ópera.
Durante su viaje por Rusia se reúne con Douglas McCracken (Richard Harris), un ingeniero obsesivo que busca el apoyo del zar Alejandro III (Nikita Mijalkov) para construir una máquina capaz de deforestar los bosques de Siberia. Por otra parte, el general Rádlov (Alekséi Petrenko), superior de Tolstói, también se enamora de la joven y tanto él como el soldado lucharán por el amor de Jane. Pero Jane elige a Tolstói para disgusto del general, que lo arresta y lo manda a Siberia tras acusarlo de intentar atentar contra el Zar cuando realmente pretendía combatir en un duelo.
Tras terminar la carta, se dirige a la base donde descubre que su hijo es forzado por el capitán a llevar una máscara antigás por negarse a decir que "Mozart es una mierda" hasta que finalmente, cansado de que la lleve le pregunta qué tiene de especial para no quitársela a lo largo de la película, a lo que el joven le contesta que "Mozart es un gran compositor" y le pide que lo diga alto a cambio de quitarse la máscara.

## Reparto
- Julia Ormond - Jane Callahan
- Richard Harris - Douglas McCracken
- Oleg Ménshikov - Andréi Tolstói
- Alekséi Petrenko - General Rádlov
- Marina Neyólova - Madre de Andréi Tolstói
- Vladímir Ilyín - Capitán Mokin
- Daniel Olbrychski - Kopnovsky
- Anna Mijalkova - Duniasha
- Marat Bashárov - Polievsky
- Nikita Tatárenkov - Alibékov
- Artyom Mijalkov - Buturlín
- Gueorgui Drónov - Cadete Nazárov
- Avangard Leóntyev - Tío de Andréi
- Robert Hardy - Forsten
- Elizabeth Spriggs - Perepyólkina
- Nikita Mijalkov - Zar Alejandro III